# Koło (Lubusz)
Pour les articles homonymes, voir Koło (homonymie).
Koło (prononciation : [ˈkɔwɔ]) est un village polonais de la gmina de Brody dans le powiat de Żary de la voïvodie de Lubusz dans l'ouest de la Pologne.
Il se situe à environ 6 kilomètres au nord de Brody (siège de la gmina), 34 kilomètres au nord-ouest de Żary (siège de le powiat) et 52 kilomètres à l'ouest de Zielona Góra (siège de la diétine régionale).
Le village compte approximativement une population de 337 habitants en 2010.

## Histoire
Le nom allemand du village était Kohlo.
Après la Seconde Guerre mondiale, avec les conséquences de la Conférence de Potsdam et la mise en œuvre de la ligne Oder-Neisse, le village est intégré à la République populaire de Pologne. La population d'origine allemande est expulsée et remplacée par des polonais.
De 1975 à 1998, le village est attaché administrativement à la voïvodie de Zielona Góra.

Depuis 1999, il fait partie de la voïvodie de Lubusz.